# یوسیپ بیلاور
یوسیپ بیلاور (انگلیسی: Josip Bilaver؛ زادهٔ ۱۴ اوت ۱۹۸۴) بازیکن فوتبال بازنشسته اهل کرواسی است.
او تمام دوران فوتبال حرفه‌ای خود را در باشگاه فوتبال زادار گذراند.
از باشگاه‌هایی که در آن بازی کرده‌است می‌توان به باشگاه فوتبال زادار اشاره کرد.
وی همچنین در تیم ملی فوتبال زیر ۲۱ سال کرواسی بازی کرده‌است.

## دوران مربیگری
او در سال ۲۰۲۰ به عنوان مربی تیم زادار منصوب شد.